# Silnice II/184
Silnice II/184 je silnice II. třídy v Plzeňském kraji, která vede ze Švihova do Lučic a ze Kdyně ke hraničnímu přechodu Všeruby / Eschlkam. Je dlouhá 21,2 km. Prochází jedním krajem a dvěma okresy.
Dříve vedla tato silnice i mezi Lučicemi a Kdyní, byla však zrušena a degradována mezi silnice III. tříd jako silnice III/0221.

## Vedení silnice

### Plzeňský kraj, okres Klatovy
- Švihov (křiž. I/27, III/1827, III/18322, III/0277)
- Malechov (křiž. III/1842, III/1841)
- Chlumská (křiž. III/1844)
- Chudenice (křiž. III/1826, III/1845)
- Lučice (křiž. II/185, III/0221)
- přerušení

### Plzeňský kraj, okres Domažlice
- Kdyně (křiž. I/22)
- Prapořiště (křiž. III/18415)
- Brůdek
- Hájek
- Všeruby (křiž. II/190)